# هیروشی سایتو
هیروشی سایتو (ژاپنی: 斉藤 浩史؛ زادهٔ ۱۳ نوامبر ۱۹۷۰) یک بازیکن فوتبال اهل ژاپن است.
از باشگاه‌هایی که در آن بازی کرده‌است می‌توان به باشگاه فوتبال شیمیزو اس-پالس اشاره کرد.